# 斯巴希堡區
36°05′00″N 7°15′00″E / 36.0833°N 7.2500°E
斯巴希堡區（阿拉伯语：‎），是阿爾及利亞的行政區，位於該國東北部，由烏姆布瓦吉省負責管轄，首府設於斯巴希堡，面積177平方公里，2008年人口11,833，人口密度每平方公里67人。